# Rozka Falešníková
Rozka Falešníková, rozená Rozálie, v matrice zapsána jako Rosalia, (23. února 1900 Tasov u Hodonína – 24. července 1983 Otrokovice) byla moravská lidová malířka a výtvarnice, učitelka hudby a malby, sběratelka a uznávaná znalkyně výšivek ze Slovácka. Jí vytvořené folklorní motivy se staly po Slovácku hojně rozšířené a výtvarně typické pro tento moravský region.

## Život

### Mládí
Narodila se v Tasově na Horňácku do rolnické rodiny. Měla 8 sourozenců. Její otec, nar. 25. února 1858 byl domkařem v Tasově. V tvorbě ji podporovala zejména její matka, lidová vyšívačka. Do rodiny se posléže přiženil malíř Antoš Frolka, původem z nedalekého Kněždubu, který Rozku zasvětil do malířských technik.

### Tvůrčí léta
Věnovala se především kresbě a vytváření folklórních motivů. Jí vytvořené ornamenty byly postupně použity při sgrafitové výzdobě nově budovaných nádražních budov v Uherském Brodě, Luhačovicích, Uherském Hradišti, Vnorovech, Veselí nad Moravou a Bzenci-Přívoze. Působila jako učitelka kresby a lidové hudby v Hroznové Lhotě, hrála na cimbál, mimo výtvarných děl byla také autorkou folklorních písní. Po druhé světové válce byla zakládající členkou uměleckého družstva SLUM (Slovácké lidové umění moravské), nadále byla činná v propagaci slováckého lidového výtvarného a hudebního umění. Hojnost použití jí vytvořených motivů je mimořádně četná.
Žila v Uherském Hradišti, posléze se přestěhovala do Starého Města. Ke konci života se pak usadila v Otrokovicích.

### Úmrtí
Rozka Falešníková zemřela 24. července 1983 v Otrokovicích ve věku 83 let a byla zde také pohřbena.

## Galerie

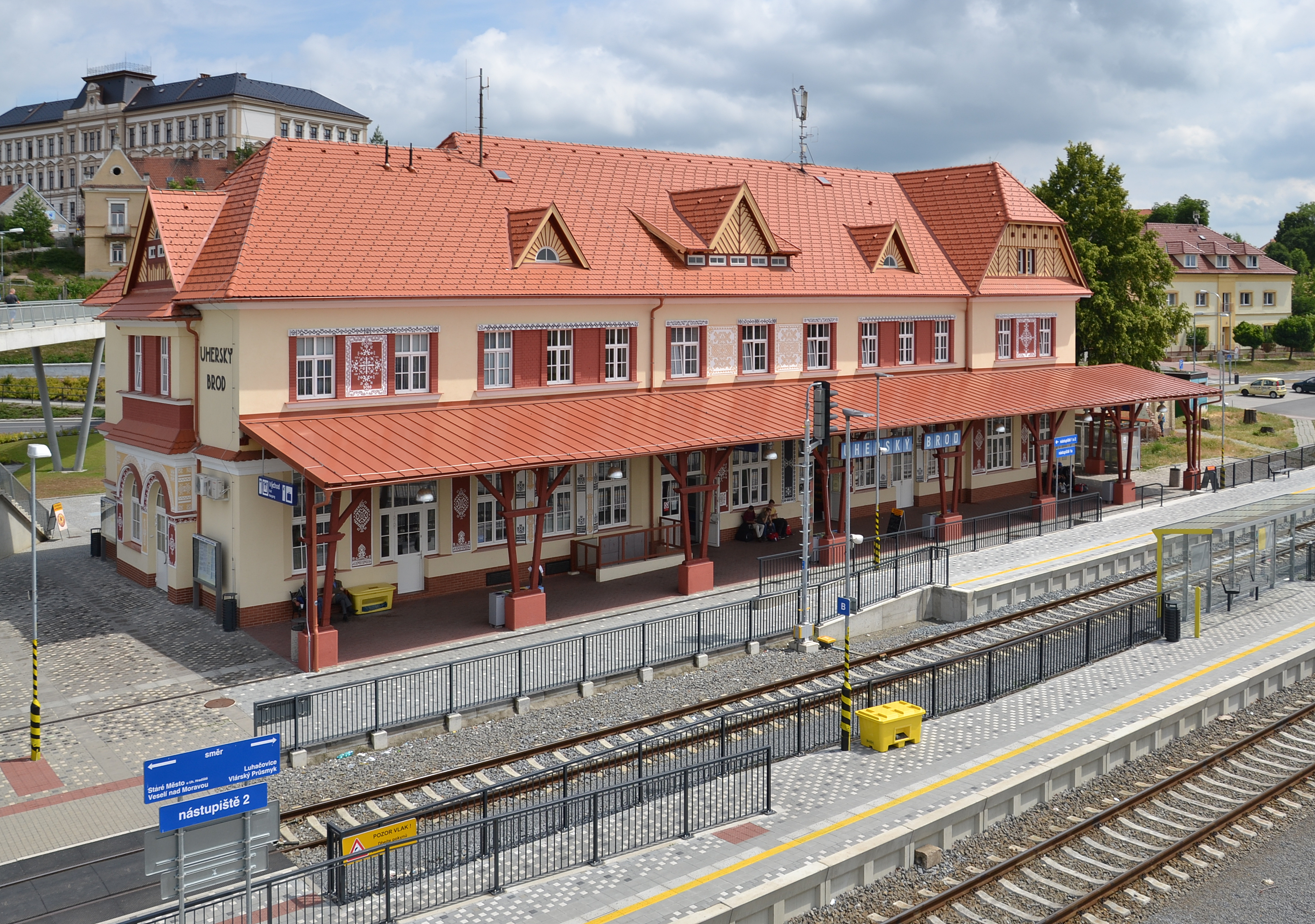
Nádraží v Uherském Brodě
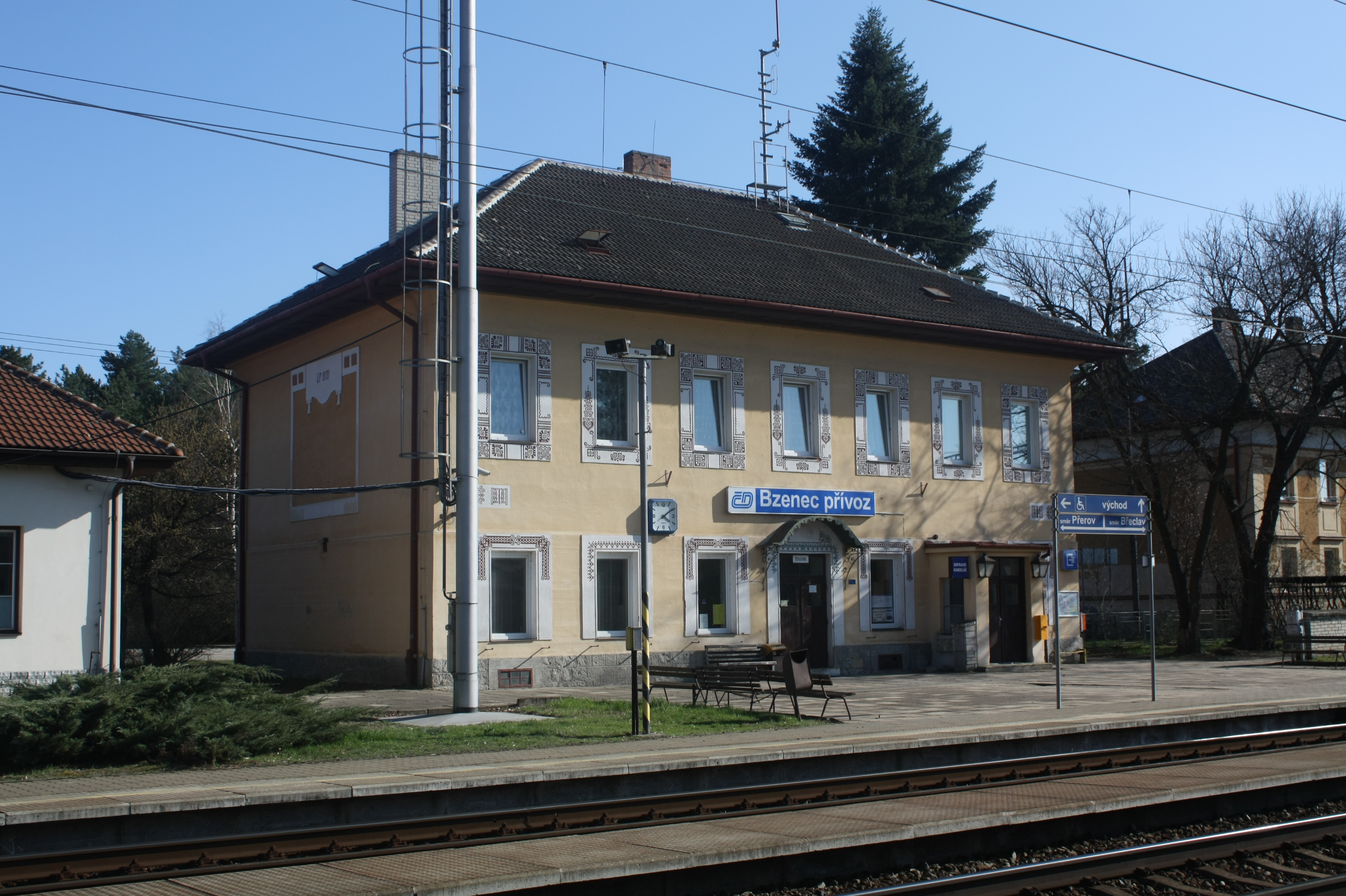
Nádraží v Bzenci-Přívoze
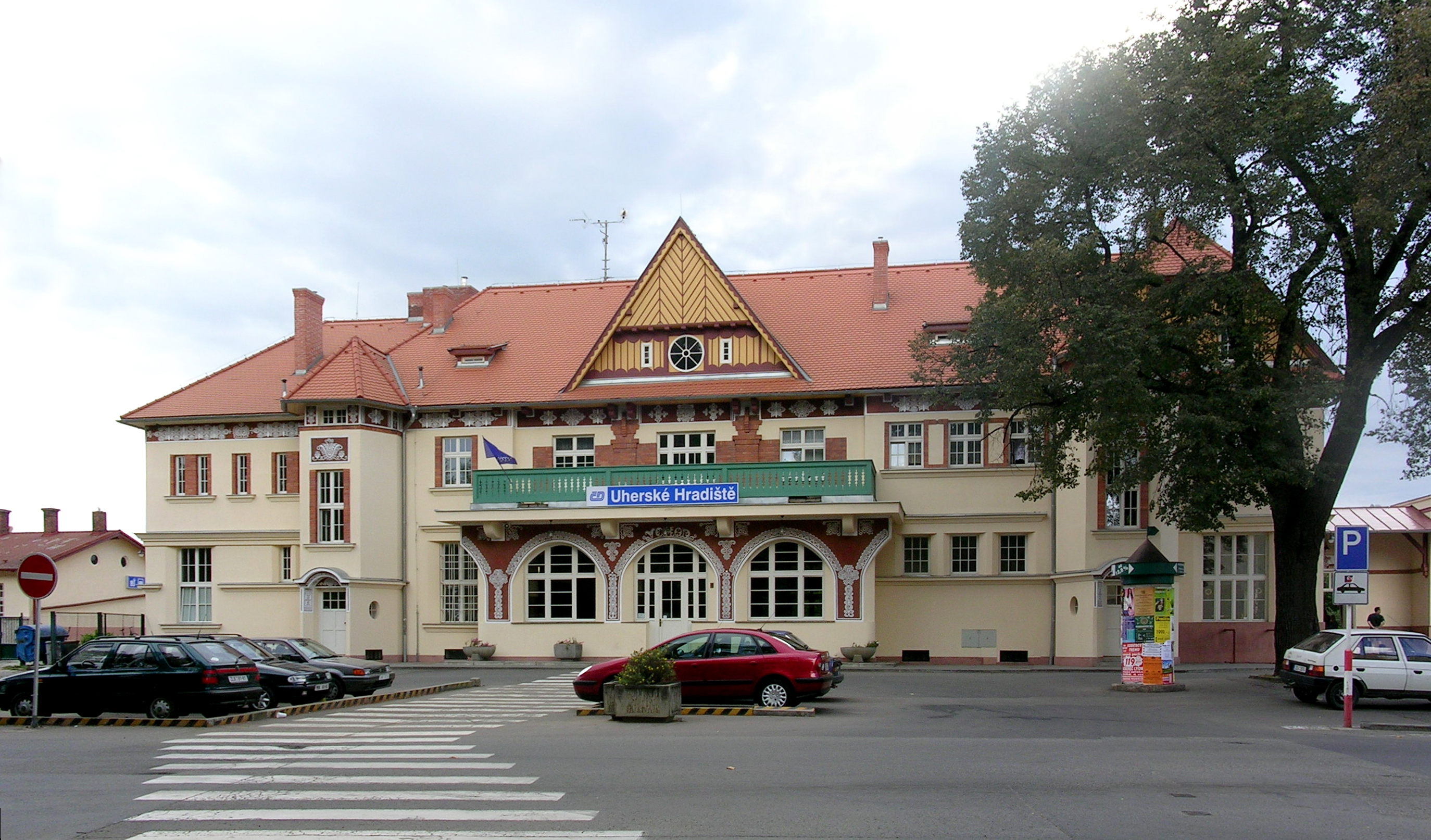
Nádraží v Uherském Hradišti
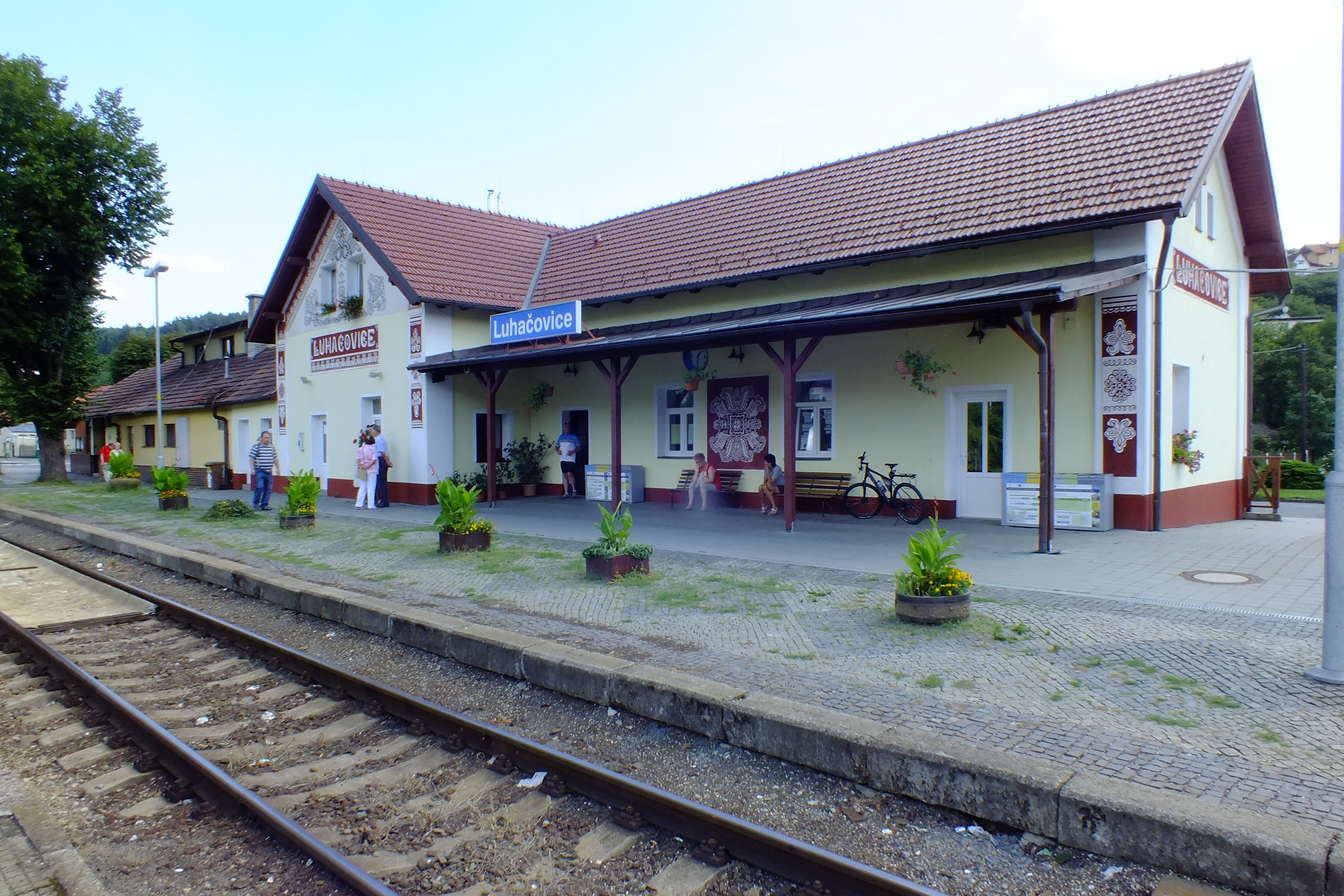
Nádraží v Luhačovicích
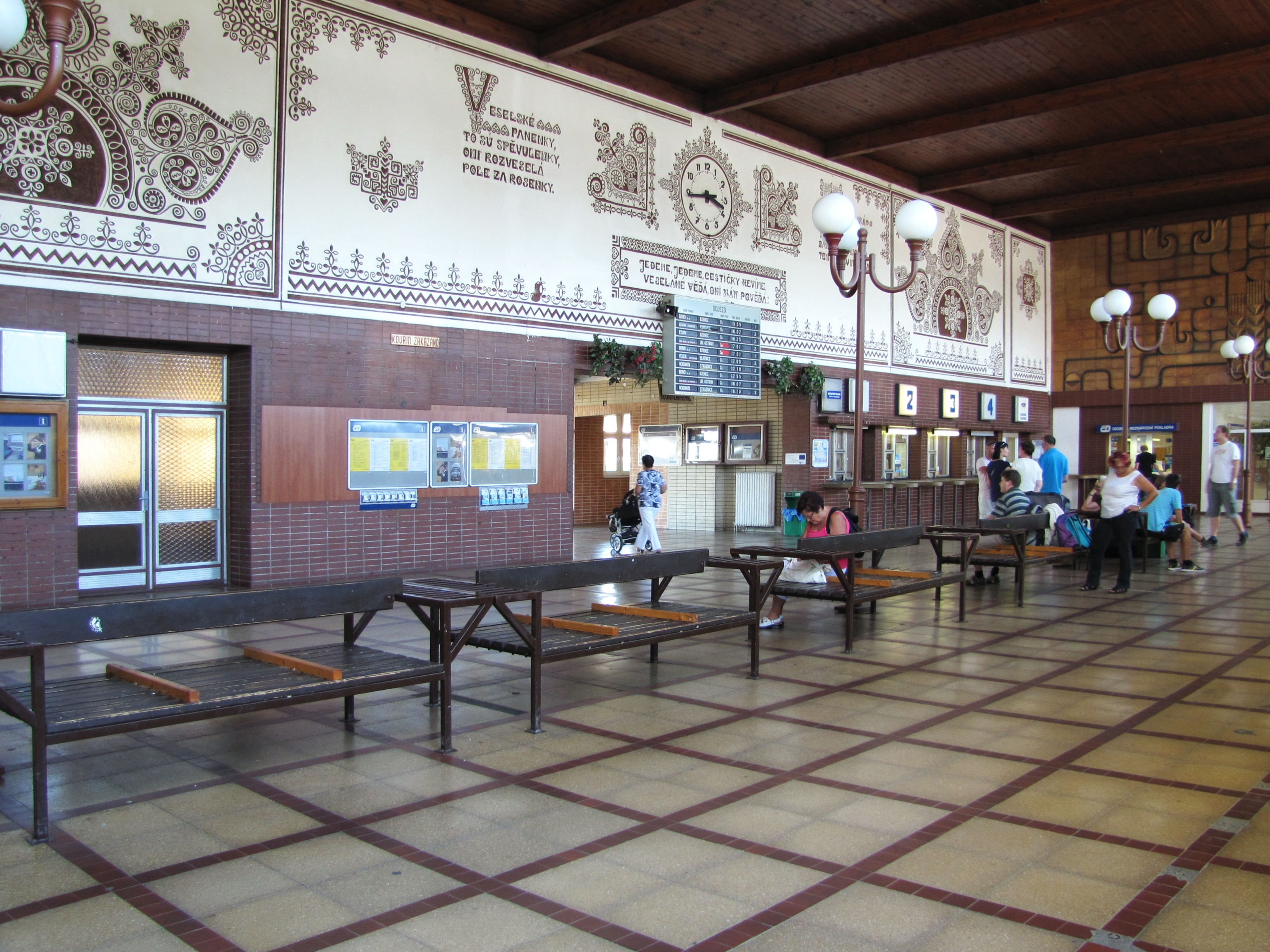
Interiér nádraží ve Veselí nad Moravou